# Domaljevac-Šamac
Domaljevac-Šamac (en cryillique : Домаљевац-Шамац) est une municipalité de Bosnie-Herzégovine située dans le canton de la Posavina et dans la fédération de Bosnie-et-Herzégovine. Selon les premiers résultats du recensement bosnien de 2013, elle compte 5 216 habitants.
Le siège de la municipalité est le village de Domaljevac.

## Géographie
La municipalité de Domaljevac-Šamac est située au nord-est de la Bosnie-Herzégovine. Elle est entourée par celle de Šamac à l'ouest et au sud-ouest et par celle d'Orašje au sud-est et à l'est. Au nord, elle est bordée par la Save et est frontalière avec la Croatie.

## Histoire
La municipalité de Domaljevac-Šamac a été créée après la guerre de Bosnie et à la suite des accords de Dayton (1995) à partir du territoire de la municipalité de Bosanski Šamac, aujourd'hui Šamac dans la république serbe de Bosnie.

## Localités

Localisation de la municipalité de Domaljevac-Šamac en Bosnie-Herzégovine

La municipalité de Domaljevac-Šamac compte 6 localités :
- Bazik
- Bosanski Šamac
- Brvnik
- Domaljevac
- Grebnice
- Tišina

## Politique
À la suite des élections locales de 2012, les 11 sièges de l'assemblée municipale se répartissaient de la manière suivante :
| Parti                                                     | Sièges |
| --------------------------------------------------------- | ------ |
| Union démocratique croate de Bosnie-Herzégovine (HDZ BiH) | 4      |
| Union démocratique croate 1990 (HDZ 1990)                 | 3      |
| Parti de la Posavina                                      | 1      |
| Parti national pour l'amélioration par le travail         | 1      |
| Parti paysan croate de Bosnie-Herzégovine (HSS NiH)       | 1      |
| Parti croate des Droits de Bosnie-Herzégovine (HSP BiH)   | 1      |

Željko Josić, membre du Union démocratique croate 1990 (HDZ 1990), a été réélu maire de la municipalité,.